# Teoria da revolução permanente
Revolução permanente é um termo na teoria marxista, que foi utilizado pela primeira vez por Karl Marx e Friedrich Engels entre 1845 e 1850, mas, desde então, tornou-se mais intimamente associado com Leon Trótski. O uso do termo pelos diferentes teóricos não são idênticos. Marx utiliza para descrever a estratégia de uma classe revolucionária para continuar a exercer a sua classe de interesses de forma independente e sem compromisso, apesar das aberturas para alianças políticas, e apesar do domínio político das camadas opostas da sociedade.
Trótski apresentou sua concepção de "revolução permanente", como uma explicação de como revoluções socialistas poderiam ocorrer em sociedades que não tinham conseguido o capitalismo avançado. Parte da sua teoria é a impossibilidade do "socialismo em um só país" — uma opinião também realizada por Marx, mas não integrada na sua concepção da revolução permanente. A teoria de Trótski também alega, em primeiro lugar, que a burguesia no final do desenvolvimento dos países capitalistas são incapazes de desenvolver as forças produtivas, de tal forma que para alcançar o tipo de capitalismo avançado, que irá desenvolver plenamente um proletariado industrial. Em segundo lugar , que o proletariado pode e deve, portanto, aproveitar o poder social, econômico e político, levando a uma aliança com o campesinato.

## A teoria da revolução permanente sob Trótski
Em 1903, o movimento socialista russo dividia-se em duas correntes: mencheviques e bolcheviques . Embora em um estado inicial, se julgasse que a divisão fosse motivada principalmente por um questão da natureza e estrutura do partido, mais tarde foram reveladas divergências mais profundas, nomeadamente quanto a tácticas revolucionárias.
A teoria da revolução permanente surge pelas palavras de Leon Trótski, como a sua principal discordância em relação ao regime bolchevique: a questão da natureza do poder, após a uma revolução ser bem sucedida.
Ao fazer isso não apenas estaria em conflito com todos aqueles grupos burgueses que a tinham apoiado durante as primeiras etapas da luta revolucionária, mas também com as grandes massas do campesinato, cuja colaboração teria levado o proletariado ao poder.
A primeira sistematização a teoria da revolução permanente será com o livro A Revolução Permanente, escrito por Trótski. Na concepção Trotskista da Revolução Permanente é que a burguesia contemporânea dos países atrasados são incapazes de realizar a revolução democrática burguesa, devido a fatores como a debilidade histórica e a sua dependência de capitais imperialistas. Portanto, é o proletariado, que deve conduzir a nação para a revolução, a começar com o trabalho democráticos e continuar com os socialistas. Trótski cita a necessidade de uma dupla revolução, tanto democrático-burguesa e proletária, para efetivamente eliminar o czarismo e o feudalismo da sociedade russa. Esta teoria não é, para Trótski, válida apenas para a Rússia, mas para todos os países dominados pelos grandes países imperialistas (ele cita muito da China, por exemplo), onde existem vestígios do feudalismo e principalmente a burguesia nacional é demasiada fraca para se propor, de alguma forma, uma política revolucionária, tal como tinha sido capaz de fazer a burguesia francesa em 1789. Além disso, a revolução não pode ser limitada a uma determinada nação, mas tem de ser internacionalizada porque apenas sobreviverá se for bem sucedido em países mais avançados, uma vez que o novo Estado socialista não seria capaz de resistir contra a pressão do mundo capitalista hostil, a menos que a revolução socialista fosse desenvolvida rapidamente nos outros países.
Contra a teoria da "revolução permanente", entrou em cena, após a morte de Lenin, Stalin, rompendo com a tradição dos bolcheviques de que o socialismo seria alcançado através do esforço conjunto do proletariado mundial: a facção stalinista na PCUS, afirma que nesse momento não se podia fazer outra revolução antes de construir o "socialismo em um só país" dentro do território da União Soviética, que era cercada pelos Estados capitalistas (ver: divergências entre Stalin e Trotsky).[carece de fontes?] A teoria repercutiu na teoria política ocidental através do pensador Irving Kristol que adaptou esta ideia para a política ianque com relação a Síria por exemplo.